# بلبل الجبل
بلبل الجبل (الاسم العلمي: Ixos mcclellandii) هو نوع من فصيلة بلبل.